# Kasachischer Fußballpokal 2002
Der Kasachische Fußballpokal 2002 war die elfte Austragung des Pokalwettbewerbs im Fußball in Kasachstan nach der Unabhängigkeit von der Sowjetunion. Pokalsieger wurde Vorjahresfinalist Schenis Astana, der sich im Finale gegen Ertis Pawlodar durchsetzte.
Durch den Sieg im Finale qualifizierte sich Schenis für die Qualifikationsrunde im UEFA-Pokal 2003/04.

## Modus
Außer im Finale wurde der Sieger in Hin- und Rückspiel ermittelt. Bei Torgleichheit entschied zunächst die Anzahl der auswärts erzielten Tore, danach eine Verlängerung und schließlich das Elfmeterschießen.

## 1. Runde
| Datum             |                     | Gesamt |                        | Hinspiel | Rückspiel |
| ----------------- | ------------------- | ------ | ---------------------- | -------- | --------- |
| 01.05./09.05.2002 | FK Ekibastus        | 2:5    | Kaspij Aqtau           | 2:2      | 1 0:3 1   |
| 01.05./09.05.2002 | FK Dostyk Schymkent | 1:2    | Schetissu Taldyqorghan | 1:2      | 0:0       |
| 01.05./09.05.2002 | Batys Oral          | 3:2    | FK Taras               | 0:0      | 3:2       |

## Achtelfinale
| Datum             |                          | Gesamt |                        | Hinspiel | Rückspiel |
| ----------------- | ------------------------ | ------ | ---------------------- | -------- | --------- |
| 11.05./01.06.2002 | Kaspij Aqtau             | 6:0    | ZSKA-Schiger Almaty    | 4:0      | 2:0       |
| 11.05./01.06.2002 | Ertis Pawlodar           | 6:1    | Wostok-Altyn Öskemen   | 4:0      | 2:1       |
| 15.06./28.06.2002 | Schenis Astana           | 4:3    | FK Atyrau              | 4:1      | 0:2       |
| 16.06./20.06.2002 | Jessil-Bogatyr Petropawl | 2:5    | Schachtjor Qaraghandy  | 0:1      | 2:4       |
| 20.06./25.06.2002 | Jessil Kökschetau        | 0:3    | Schetissu Taldyqorghan | 0:0      | 0:3       |
| 20.06./25.06.2002 | Jelimai Semipalatinsk    | 0:3    | FK Aqtöbe-Lento        | 0:2      | 0:1       |
| 20.06./25.06.2002 | Tobol Qostanai           | 0:3    | FK Qairat Almaty       | 0:1      | 0:2       |
| 20.06./25.06.2002 | Batys Oral               | 3:4    | Qaisar Qysylorda       | 2:1      | 1:3 n. V. |

## Viertelfinale
| Datum             |                 | Gesamt    |                        | Hinspiel | Rückspiel |
| ----------------- | --------------- | --------- | ---------------------- | -------- | --------- |
| 27.10./04.11.2002 | Kaspij Aqtau    | 00:11     | Schachtjor Qaraghandy  | 0:6      | 0:5       |
| 28.10./04.11.2002 | Schenis Astana  | 2:0       | Qaisar Qysylorda       | 2:0      | 0:0       |
| 30.10./04.11.2002 | Ertis Pawlodar  | 6:1       | Schetissu Taldyqorghan | 3:0      | 3:1       |
| 30.10./04.11.2002 | FK Aqtöbe-Lento | (a)1:1(a) | FK Qairat Almaty       | 1:1      | 0:0       |

## Halbfinale
| Datum             |                       | Gesamt |                | Hinspiel | Rückspiel |
| ----------------- | --------------------- | ------ | -------------- | -------- | --------- |
| 08.11./12.11.2002 | Schachtjor Qaraghandy | 2:3    | Schenis Astana | 0:0      | 2:3       |
| 08.11./12.11.2002 | FK Qairat Almaty      | 1:2    | Ertis Pawlodar | 1:0      | 0:2       |

## Finale
| Paarung        | Ertis Pawlodar – Schenis Astana |
| Ergebnis       | 0:1 (0:0) |
| Datum          | 17. November 2002 |
| Stadion        | Zentralstadion, Almaty |
| Zuschauer      | 6.000 |
| Schiedsrichter | Sergei Zaregradskij |
| Tore           | 0:1 Arsen Tlechugow (61.) |
| Ertis Pawlodar | Juri Nowikow – Farchadbek Yrysmetow, Fevzi Davletov, Wladislaw Ternawski, Nurmat Mirsabajew (46. Alexander Schatskich) – Qairat Nurdäuletow, Roman Worogowski (67. Jewgeni Meschkow), Sergei Timofejew, Andrei Kutscherjawych – Didarklytsch Urasow, Rustam Usmanow Cheftrainer: Dmitri Ogai |
| Schenis Astana | Pawel Bugano – Goran Dragičević, Maxim Sabelin, Igor Soloschenko, Artur Martens – Igor Awdajew, Jewgeni Lowtschew, Andrei Bogomolow, Alexei Klischin (86. Oleg Litwinenko) – Nilton Mendes (85. Artur Belotserkowets), Arsen Tlechugow Cheftrainer: Igor Swetschnikow                        |
| Gelbe Karten   | Andrei Kutscherjawych, Qairat Nurdäuletow, Sergei Timofejew, Jewgeni Meschkow – Igor Awdajew, Jewgeni Lowtschew |
| Platzverweise  | keine – Goran Dragičević (90.+3') |
|                | Rustam Usmanow (90.+3') – keine |